# Morris Commercial J4
Il Morris Commercial J4 era un furgone a cabina avanzata prodotto dalla Morris Commercial, una sussidiaria della British Motor Corporation, nel 1960. Il veicolo è rimasto in produzione, con due aggiornamenti estetici, fino al 1974. Il J4 veniva prodotto con il motore a benzina della serie B da 1.622 cc e, ad un costo maggiore, con un motore diesel da 1.500 cc. I freni erano a tamburo su tutte le ruote e non avevano alcuna servoassistenza. Le sospensioni erano simili a quelle della Austin Cambridge/Morris Oxford dell'epoca. Le sospensioni anteriori incorporavano molle e ammortizzatori tipo Lever con le ruote posteriori che avevano delle balestre dalla forma semiellittica.
Negli anni '60 i furgoni leggeri avevano come nome la loro portata e quindi il furgone all'epoca era chiamato Morris 10/12 cwt (una portata di 500/600 kg – 1 cwt = 50 kg circa).
Il veicolo veniva venduto sia come Morris J4 che come Austin J4. Dopo la costituzione della British Leyland Motor Corporation, avvenuta nel 1968, nel quale confluì anche la British Motor Corporation da allora una sussidiaria della British Motor Holdings il veicolo venne designato BMC J4.
Durante la produzione vennero introdotti dei piccoli miglioramenti. Dal 1967 il veicolo era dotato di cambio a quattro marce con sincronizzazione sulle tre marce superiori. Il motore era nella cabina del conducente sistemato tra i due sedili. Il J4 era considerato estremamente rumoroso, anche per gli standard degli anni '60. La velocità massima era di 101 km/h con una accelerazione da 0 a 80 km/h in 20,2 secondi. La portata del furgone era di 720 kg ed durante le prove venne rilevato un consumo totale di 12,4 L per 100 km.
Il furgone divenne una presenza familiare nelle strade britanniche in quanto veniva impiegato dalle Poste Britanniche per il ritiro e la consegna della corrispondenza. Nonostante un discreto successo commerciale il J4 veniva venduto principalmente per il suo basso costo, che lo rendeva un mezzo interessante per le grandi flotte. Dopo il 1965 anche il Morris J4 iniziò ad entrare nell'ombra creata dal successo di vendite del Ford Transit. Il Morris J4 si era dimostrato un buon veicolo anche se rispetto ai furgoni attuali forniva una esperienza di guida piuttosto scarna.
Nel 1974 il Morris J4 fu sostituito dal Leyland Sherpa che utilizzava i pannelli posteriori del J4 e che è rimasto in produzione, in forme diverse, fino al 2006.
Un esemplare del furgone nella versione utilizzata dalla polizia Londinese è visibile sulla famosa storica copertina del disco Abbey Road del gruppo musicale The Beatles, precisamente sulla parte destra.
Non fu messo lí per pura coincidenza ma si trattava di un esemplare regolarmente in servizio, adibito al trasporto di alcuni agenti intenti a bloccare il traffico sulla famigerata strada per consentire al fotografo di realizzare con calma gli scatti fotografici ai quattro componenti della band che poi sarebbero apparsi sulla cover frontale del 33 giri.